# Troels Bech
Troels Bech (Svendborg, 29 luglio 1966) è un allenatore di calcio, dirigente sportivo ed ex calciatore danese, di ruolo difensore.

## Palmarès

### Giocatore

#### Competizioni nazionali
- Campionato danese: 1

Silkeborg: 1993-1994

### Allenatore

#### Competizioni nazionali
- Campionato danese: 1

HEI Aarhus: 1997
- Coppa di Danimarca: 1

Odense: 2001-2002